# ريك جوي
ريك جوي (بالإنجليزية: Rick Joy)‏ هو مهندس معماري أمريكي، ولد في 1958 في مين في الولايات المتحدة.

## وصلات خارجية
- الموقع الرسمي
- ريك جوي على موقع الموسوعة البريطانية (الإنجليزية)